# Prowincja New Jersey
Prowincja New Jersey (ang. Province of New Jersey) – brytyjska kolonia, istniejąca w granicach dzisiejszego stanu New Jersey przed wojną o niepodległość Stanów Zjednoczonych. Granice prowincji były początkowo większe i obejmowały również część terytorium dzisiejszego stanu Nowy Jork.
Holenderscy osadnicy, którzy początkowo skolonizowali ten teren tworząc Nowe Niderlandy, prowadzili działalność handlową, konkurencyjną wobec brytyjskiej aktywności w Nowej Anglii. Z tej przyczyny w 1664 Brytyjczycy zdecydowali się na zbrojne przejęcie kontroli na tym terytorium i utworzenie w jego miejscu własnej kolonii. Brytyjczycy, którymi dowodził gubernator Richard Nicolls, usprawiedliwiali przejęcie terytorium tym, iż zostało ono odkryte przez weneckiego żeglarza w służbie brytyjskiej, Johna Cabota. Po podbiciu holenderskiej kolonii Nicolls pełnił obowiązki gubernatora Nowego Amsterdamu (późniejszy Nowy Jork) i całych dawnych Nowych Niderlandów. Był gwarantem praw własności, praw spadkowych oraz wolności religii.